# Mayfield n.º 406
Mayfield n.º 406 es un municipio rural canadiense situado en la provincia de Saskatchewan.

## Superficie
Mayfield n.º 406 tiene una superficie de 780,54 km².

## Demografía
En 2021, tenía 391 habitantes, una densidad poblacional de 0,5 hab./km², y 172 viviendas.